# 严景耀

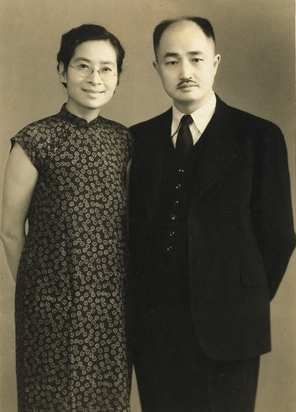
1941年严景耀与雷洁琼结婚时合影

严景耀（1905年7月24日—1976年1月12日），男，浙江余姚人，中国社会学家、犯罪学家、社会活动家。严景耀与妻子雷洁琼都是中国民主促进会（“民进”）的创建人之一。

## 生平
1905年7月24日，出生于浙江省绍兴府余姚（今属宁波市）。1924年，考入北平燕京大学社会学系，学习犯罪学。1927年，在京师第一监狱做志愿囚犯，为犯罪学的学习研究积累第一手资料。1929年，毕业于北平燕京大学研究院。毕业后留校担任助教，主讲犯罪学。1930年，入中央研究院社会科学研究所，担任研究助理。1930年，代表中国赴捷克斯洛伐克参加第十届国际监狱会议。会议结束后，留欧继续考察苏联、法国和英国等国家。其后，赴美国学习研究，于1931年入读美国芝加哥大学。
1934年，获得美国芝加哥大学博士学位。同年，赴英国伦敦，入社会经济研究院，继续学习半年。不久后担任苏联莫斯科外国语学校英语教师。1935年1月，开始在苏联莫斯科中国问题研究所研究工作。1935年秋，回国，出任北平燕京大学社会学系教授。1936年，赴上海，出任工部局西牢助理典狱长，同时致力于研究儿童犯罪问题。同年，于东吴大学任教，讲授犯罪学。1947年，重返燕京大学，出任社会学系教授兼校务委员会委员和辅导委员会副主任，主讲犯罪学、社会学、等课程。

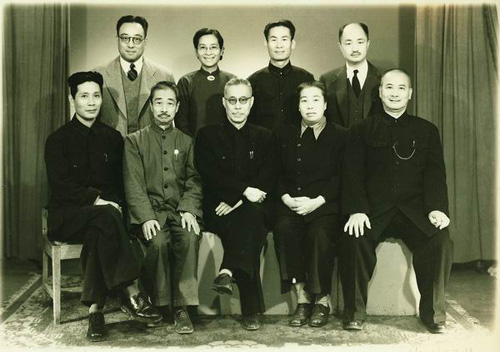
1949年参加政协第一届全体会议的民进代表合影，后排右为严景耀

1949年9月，参加中国人民政治协商会议首届全体会议。 1949年后，出任北京燕京大学政治系主任，代理燕京大学法学院院长，并有兼任北京大学法学院法律学系教授。1952年，参与了北京政法学院（今中国政法大学）的筹建。1952年，出任北京政法学院国家法教研室主任，并兼任北京政法学院校务委员会委员，主讲“苏联国家法”、“资产阶级国家法”、“中华人民共和国宪法”和“世界概论”等多门课程。1973年，调任至北京大学，担任北京大学国际政治系教授。1976年1月12日，逝世于北京。

## 任职
严景耀是第一、二、三届全国人民代表大会代表。严景耀曾先后担任中国民主促进会中央第一、二、三届理事会常务理事和中国民主促进会中央委员会第四、五届常委会常务委员。

## 论著
- 《北京犯罪之社会分析》（1928年）
- 《中国监狱问题》（1929年）
- 《犯罪书目》（1929年）
- 《北平监狱教诲与教育》（1930年）
- 《北平犯罪调查》（1930年）
- 《中国的犯罪问题与社会变迁的关系》（1934年）
- 《原始社会中的犯罪与刑罚》（1936年）
- 《新中国怎样改造了犯人》（1951年）